# Taniec (muzyka)
Taniec – w muzyce: rodzaj utworów o określonej rytmice, pośrednio lub bezpośrednio związanej z tańcem.
Termin ten pojawia się w dwóch znaczeniach:
- tańce użytkowe - podkład muzyczny do tańca
- tańce artystyczne, od XVI w. wykorzystywane w balecie, operze i muzyce instrumentalnej - w tym formy taneczne (tańce stylizowane), przeznaczone do słuchania[1].

W tańcach stylizowanych, wzbogacenie używanych środków formalnych, harmonicznych i melodycznych powoduje oddalenie się od tanecznych pierwowzorów i usamodzielnienie się tańca jako formy muzycznej. W takiej postaci tańce weszły w skład form cyklicznych: suity, symfonii i sonaty, albo funkcjonują jako samodzielne utwory.